# Eugen Kaminski
Eugen Kaminski (* 16. August 1963) ist ein ehemaliger deutsch-polnischer Fußballspieler.

## Sportlicher Werdegang
Kaminski schloss sich 1987 dem seinerzeitigen Berlin-Oberligisten Hertha BSC an, mit dem er am Ende der Spielzeit 1987/88 die Drittligameisterschaft verteidigte und als Tabellenführer der anschließenden Aufstiegsrunde – er bestritt unter Trainer Jürgen Sundermann an der Seite von Spielern wie Taşkın Aksoy, Frank Mischke und Stephan Täuber alle acht Partien der Serie – vor dem punktgleichen Ex-Bundesligisten Eintracht Braunschweig in die 2. Bundesliga zurückkehrte. In der Zweitligasaison 1988/89 kam er in acht der ersten zwölf Saisonspiele in der Startelf zum Einsatz, ehe Sundermann nach bis dato nur zwei Saisonsiegen und dem Sturz auf einen Abstiegsplatz durch Werner Fuchs ersetzt wurde. Unter diesem fand er nur noch unregelmäßig Beachtung, insgesamt bestritt er 18 der 38 Saisonspiele, als der Klub den 13. Tabellenplatz im Endklassement erreichte. In der folgenden Saison bestritt er nur eine Partie, als Fuchs ihn am sechsten Spieltag beim Auswärtsspiel bei Hannover 96 für Christian Niebel einwechselte. 
Im Sommer 1990 verließ Kaminski trotz Zweitligameisterschaft und damit verbundenem Bundesligaaufstieg Hertha BSC in Richtung Oberligist Tennis Borussia Berlin. Mit dem Klub erreichte er in der Spielzeit 1990/91 als Meister – erst am vorletzten Spieltag gelang der Sprung an die Tabellenspitze mit einem 5:0-Auswärtssieg im direkten Duell bei Türkiyemspor Berlin – an der Seite von Alan Clarke, Alf Fistler, Manfred Hellmann und dem Norwegerduo Erik Furseth und Arne Sandstø die Aufstiegsrunde zur 2. Bundesliga. Dort war die Mannschaft jedoch chancenlos und verlor die ersten sieben Partien und erzielte dabei nur drei Tore. Damit hatte sich der Klub jedoch für die nach der Wiedervereinigung eingeführte Oberliga Nordost qualifiziert, hier lief Kaminski noch kurzzeitig für TeBe auf.
Später war Kaminski als Scout in Polen tätig, unter anderem initiierte er den Wechsel Ferdinand Chifons zum 1. FC Union Berlin.